# آیدا عمیدی
آیدا عمیدی (زادهٔ ۲۴ دی ۱۳۶۰) شاعر و نویسنده و عضو هیئت مدیره کانون نویسندگان ایران است. او برگزیده دور دوم جایزه شعر احمد شاملو برای کتاب «لشکر شکست خورده کلمات» است. برخی از اشعار او به زبان‌های کردیِ، عربی، ایتالیایی و انگلیسی ترجمه شده‌اند.

## کنشگری اجتماعی
آیدا عمیدی هنگام مرگ بکتاش آبتین به بی‌بی‌سی فارسی گفته بود که «مقام‌های زندان اوین، با وجود اطلاع از پیشینه بیماری‌های آقای آبتین و خطرات ویروس کرونا برای او، هیچ اقدامی برای جلوگیری از ابتلای او به کووید-۱۹ انجام ندادند.» همچنین او در ۲۵ بهمن ۱۴۰۰ به دادسرای امنیت احضار شده و برای ممانعت از مداخلهٔ کانون نویسندگان ایران در برگزاری مراسم چهلم و نیز بیانیهٔ کانون در محکومیت قتل بکتاش آبتین به همراه یک عضو دیگر کانون نویسندگان مورد بازجویی قرار گرفتند.
نیروهای امنیتی در جریان خیزش ۱۴۰۱ ایران، در ۱۴ آذر ۱۴۰۱ به خانه او و عضو دیگر هیئت دبیران حمله بردند و با شکستن در آپارتمان و ایجاد رعب و هراس او را بازداشت کردند.

## آثار
- زیبایی‌ام را پشت در می‌گذارم (۱۳۸۴) (مؤسسه انتشاراتی آهنگ دیگر)
- لشکر شکست‌خوردهٔ کلمات (۱۳۹۴) (انتشارات مروارید)
- مکاشفات سلیمانیه () (انتشارات مروارید)

## جوایز
- برندهٔ کتاب سال شعر جوان (۱۳۸۵) برای زیبایی‌ام را پشت در می‌گذارم (مؤسسه انتشاراتی آهنگ دیگر)
- برندهٔ دومین دوره جایزه شعر احمد شاملو (۱۳۹۷) برای لشکر شکست‌خوردهٔ کلمات (انتشارات مروارید، ۱۳۹۴)